# Microsoft Office 2004 for Mac
Microsoft Office 2004 for Mac是微軟Microsoft Office的Mac OS X版本。微軟表示，Office 2004不會支持通用二進位的更新。微軟於2009年1月13日結束對Office 2004的支援。Microsoft Office 2008 for Mac是Office 2004的後續版本。

## 版本
Microsoft Office 2004 for Mac有3個版本：基本版,專業版及教師及學生版。所有版本都包括Entourage、Excel、PowerPoint及Word。專業版本新增Virtual PC。教師及學生版本不能更新，這意味著以後版本的Office釋放，教師及學生版用户必須購買一個新的軟件包。

## 外部連結
1. ↑  Farrell, Nick. . The Inquirer. April 2009  [2009-04-22]. （原始内容存档于2009-04-24） （英语）.